# روجر فلاندرز
روجر فلاندرز (بالإنجليزية: Roger Flanders)‏ هو مصارع رياضي أمريكي، ولد في 3 فبراير 1901 في لانكاستر في الولايات المتحدة، وتوفي في 13 يوليو 1965 في أوكلاهوما سيتي في الولايات المتحدة.

## وصلات خارجية
- روجر فلاندرز على موقع أوليمبيديا (الإنجليزية)